# 末廣町 (臺北市)
末廣町為臺灣日治時期臺北市之行政區，共分一～五丁目，位於艋舺東北端，町名取吉字，末廣為逐漸繁榮之意。該町位置約為舊臺北府城西門橢圓公園至北門為止，戰後劃入城中區，今臺北市萬華區中華路一段附近，為今廣義西門町之一部份。

## 町內設施
- 末廣高等小學校（四丁目，現福星國小）

## 詳見
- 町名改正